# 12618 Cellarius
12618 Cellarius este un asteroid din centura principală de asteroizi.

## Descriere
12618 Cellarius este un asteroid din centura principală de asteroizi. A fost descoperit pe 24 septembrie 1960 la Observatorul Palomar de Cornelis Johannes van Houten, Ingrid van Houten-Groeneveld și Tom Gehrels. Asteroidul prezintă o orbită caracterizată de o semiaxă mare de 3,10 ua, o excentricitate de 0,14 și o înclinație de 16,1° în raport cu ecliptica.